# Гашпар Борбаш
Гашпар Борбаш (угор. Gáspár Borbás, 26 липня 1884 Будапешт, Австро-Угорщина — 14 жовтня 1976, Будапешт, Угорщина) — угорський футболіст. Найбільш відомий виступами за «Ференцварош», з яким виграв п'ять чемпіонських титулів, та збірну Угорщини. Є автором історичного першого голу як у клубі, так і у збірній. По завершенні ігрової кар'єри — прокурор і адвокат.

## Клубна кар'єра
Борбаш народився 26 липня 1884 року в Будапешті в сім'ї Гаспара Борбаша та Ольги Апатіцкі. З ранніх років займався футболом і виділявся з-поміж інших чудовими показниками бігу та ідеальною обробкою м'яча. Його навіть запрошували до олімпійської збірної з легкої атлетики як переможця кількох відбіркових змагань.
У віці 16 років потрапив до першої команди новоствореного «Ференцвароша», за який забив дебютний гол в історії клубу в 1901 році. Він був швидким і сильним вінгером і грав здебільшого на лівому фланзі та був відомий своїми точними навісами, але також виступав як бомбардир.
У 1903 році він виграв перший чемпіонський титул з «Фраді», але наступного року перейшов до іншої місцевої команди МАК. З цією командою Гашпар двічі став віце-чемпіоном Угорщини, а в 1907 році був визнаний найкращим гравцем року в Угорщині.
1909 року нападник повернувся в «Ференцварош», де провів найуспішніший період своєї кар'єри. Разом з Імре Шлоссером він сформував ліве крило атаки команди і за чотири роки виграв стільки ж чемпіонських титулів, а також здобув одну перемогу в кубку Угорщини.
У 1916 році Борбаш завершив кар'єру гравця.

## Національна команда
Після того, як історичний перший міжнародний матч національної збірної Угорщини в 1902 році пройшов без участі Борбаша, у квітні 1903 року Гашпар дебютував за збірну у грі проти Богемії (2:1), де на 16-й хвилині забив перший гол в історії збірної.
У наступні роки він був незмінним гравцем збірної Угорщини, граючи разом із Шлоссером та Єне Кароєм. Борбаш був першим гравцем зі своєї збірної, який досяг двозначної кількості матчів.
1912 року він взяв участь в Олімпійських іграх у Стокгольмі. Угорці поступились у чвертьфіналі з рахунком 0:7 майбутнім переможцям турніру збірній Великої Британії, але змогли виграти втішний турнір після перемоги 3:1 проти Австрії у фіналі.
Він зіграв свій 41-й і останній матч за збірну у жовтні 1916 року проти Австрії (2:3). Загалом він забив одинадцять голів, з них вісім — у ворота Австрії.

## Подальше життя
Під час своєї активної спортивної кар'єри Борбаш уже закінчив навчання, у 1908 році отримавши докторський ступінь.
У 1916 році став чиновником, коли на вимогу начальства припинив займатися футболом і працював лише адвокатом та прокурором.

## Досягнення
- Чемпіон Угорщини (5): 1903, 1910, 1911, 1912, 1913
- Володар кубка Угорщини (1): 1913
- Володар кубка виклику (1): 1909

### Індивідуальні
- Футболіст року в Угорщині: 1906, 1907